# Kristallen 2007
Kristallengalan 2007 hölls den 18 september i Globen och direktsändes av TV 3. Programmet producerades av Eyeworks.

## Kategoripriser
Kategoripriser ersätter tidigare jurypriser och väljs av ett kollegium.

### Kategori 1: Årets underhållningsprogram
Vinnare: Melodifestivalen 2007 (SVT) 
Nominerade:
- Bonde söker fru (TV 4)
- Idol 2007 (TV 4)
- Let's Dance (TV 4)
- Melodifestivalen (SVT)
- Robins (SVT)

### Kategori 2: Årets dramaprogram
Vinnare: Tusenbröder (SVT)
Nominerade:
- En uppstoppad hund (SVT)
- Höök (SVT)
- Leende guldbruna ögon (SVT)
- Saltön (SVT)
- Tusenbröder (SVT)

### Kategori 3: Årets humorprogram
Vinnare: Hey Baberiba (TV 4)
Nominerade:
- 100 höjdare (Kanal 5)
- Hey Baberiba (TV 4)
- HippHipp: Itzhaks julevangelium (SVT)
- Kvarteret Skatan (SVT)
- Mäklarna (SVT)

### Kategori 4: Årets barnprogram
Vinnare: Wild Kids (SVT)
Nominerade:
- Evas funkarprogram (SVT)
- Hjärnkontoret (SVT)
- Julkalendern 2006: LasseMajas detektivbyrå (SVT)
- Kärleksagenterna (SVT)
- Wild Kids (SVT)

### Kategori 5: Årets livsstilsprogram
Vinnare: Lyxfällan (TV 3)
Nominerade:
- Antikrundan (SVT)
- Bygglov (TV 4)
- Lyxfällan (TV 3)
- Söderlund och Bie (SVT)
- Veteran-TV (UR)

### Kategori 6: Årets aktualitetsprogram
Vinnare: Kulturnyheterna (SVT)
Nominerade:
- Adaktusson (TV 8)
- Aktuellt (SVT)
- Efterlyst (TV 3)
- Kulturnyheterna (SVT)
- Rapport (SVT)

### Kategori 7: Årets kultur- och samhällsprogram
Vinnare: Världens modernaste land (SVT)
Nominerade:
- Insider (TV 3)
- Kalla fakta (TV 4)
- Kobra (SVT)
- Uppdrag granskning (SVT)
- Världens modernaste land (SVT)

### Kategori 8: Årets dokumentärprogram
Vinnare: I en annan del av Köping (TV 4)
Nominerade:
- Hästmannen (SVT)
- I en annan del av Köping (TV 4)
- Om konsten att flyga till Kabul (SVT)
- Ordförande Persson (SVT)
- Wallenbergs (SVT)

## Publikpriser

### Årets kvinnliga programledare
Vinnare: Renée Nyberg (TV 3)
Nominerade:
- Josefine Sundström (SVT)
- Ayla Kabaca (UR)
- Renée Nyberg (TV 3)
- Linda Isacsson (TV 4)
- Emma Andersson (Kanal 5)

### Årets manliga programledare
Vinnare: Hasse Aro (TV 3)
Nominerade:
- Fredrik Lindström (SVT)
- Stephan Yüceyatak (UR)
- Hasse Aro (TV 3)
- David Hellenius (TV 4)
- Filip Hammar och Fredrik Wikingsson (Kanal 5)

### Årets program
Vinnare: I en annan del av Köping (TV 4)
Nominerade:
- Leende guldbruna ögon (SVT)
- Garage Älska film (UR)
- Singalong (TV 3)
- I en annan del av Köping (TV 4)
- Ett herrans liv (Kanal 5)

## Stiftelsepriser
Stiftelsepriser är på sätt och vis mer personliga än kanalberoende. Eventuella övriga nominerade uppges inte.

### Årets hederspristagare
Vinnare: Karin Falck (SVT)

## Sammanfattning av utfallet år 2007
| Kanal   | nominerade | vinnare | stiftelsepriser |
| ------- | ---------- | ------- | --------------- |
| SVT     | 30         | 5       | 1               |
| TV 4    | 10         | 3       |                 |
| TV 3    | 6          | 3       |                 |
| UR      | 4          |         |                 |
| Kanal 5 | 4          |         |                 |
| TV 8    | 1          |         |                 |